# Helmia
Helmia är en företagskoncern med säte i Sunne i Värmland. Helmia står för Helmer Margit Ingeborg Aktiebolag.
Helmia ägs och drivs av familjen Walfridson. Koncernen grundades av Helmer Walfridson. Koncernchef är Christian Walfridson och styrelseordförande är Anna Sandborgh. Företagsgruppen har cirka 400 medarbetare och omsätter cirka 2 miljarder kronor.
Företagsgruppen består av moderbolaget Helmia AB och dotterbolagen Helmia Bil AB, Helmia Lastbilar AB, Toria AB, Helmia Fastigheter AB och Helmia Motorsport AB.
Helmia Bil är ett bilhandelsföretag som säljer Volvo, Renault och Dacia. Anläggningar finns på följande orter: Arvika, Filipstad,  Karlskoga, Karlstad, Sunne och Torsby.
Helmia Bils försäljning omfattar nya personbilar, nya transportbilar, begagnade personbilar, begagnade transportbilar, verkstäder, skadeverkstäder, lackeringar, hyrbilar, bildelar, tillbehör, finansieringsalternativ, serviceavtal, försäkringar, bensinstationer, tvättanläggningar och rekonditionering.
Helmia Lastbilar säljer Volvo lastbilar med tillhörande tjänster som finansiering och försäkringsförmedling. Service- och bildelsförsäljning för lastbilar och bussar finns på anläggningarna i Arvika, Karlskoga och Sunne.
Helmia Fastigheter förvaltar fastigheter i Arvika, Filipstad, Hällefors, Karlskoga, Karlstad, Sunne och Torsby. Beståndet innehåller ytor för bostäder, kontor, gym, skolor, handel, industri, restaurang och parkering.
ICA Toria och Helmia Motorsport har sina anläggningar i Torsby.

## Historia
Helmias grundare Helmer Walfridson växte upp i värmländska Finnsjön. Han började redan i tidig ålder intressera sig för affärer. I början av femtiotalet köpte han sin första rensningsmaskin för lingon och snart var han stor inom bärbranschen. 
År 1966 tog Helmer Walfridson klivet in i fordonsbranschen. Tillsammans med kollegan Tage Jansson köpte han företaget Fryksdalens Motor, som tio år senare var ett helägt Walfridsonföretag. Verksamheten fortsatte att växa och under andra halvan av 1990-talet tog familjen över distriktet Arvika/Årjäng samt Karlstad/Filipstad. Det senare genom en sammanslagning med Kajsa Janssons Bil. 
Koncernen Helmia bildades vid årsskiftet 1997/98. Bilverksamheten fick namnet Helmia Bil samtidigt som lastbilsverksamheten renodlades i bolaget Helmia Lastbilar. Idag bedrivs fordonsrelaterad försäljning på sex orter i Värmland.